# Phát tán hominin cổ khỏi châu Phi
Theo cổ nhân loại học phát tán hominin cổ khỏi châu Phi là các quá trình phát tán của hominin cổ xưa ra khỏi châu Phi (được gọi theo tiếng Anh là Out of Africa I, có nghĩa: Ra khỏi châu Phi I) sang lục địa Âu Á xảy ra từ khoảng 1,8 Ma đến 500 Ka BP (Mega/Kilo annum before present: triệu/ngàn năm trước) .
Ngay trước đó tại châu Phi, Homo erectus xuất thân từ Homo habilis đã rời bỏ rừng rậm và thích nghi với các vùng đất trống của thảo nguyên và những cảnh quan khô cằn. Những Hominin thời tiền hiện đại di chuyển ra khỏi châu Phi ít nhất là ba làn sóng : 
1. Những người sản xuất công cụ đá nguyên thủy đã di chuyển ra ngoài châu Phi vào cỡ 1,8 Ma,
2. Tiếp theo là chế tạo công cụ đá Acheulean sớm, vào cỡ 1,4 Ma,
3. Các nhóm sản xuất lưỡi rìu Acheulean khác nhau thì vào khoảng 0,8 Ma.

Theo giả thuyết Nguồn gốc châu Phi gần đây của người hiện đại (Out of Africa II), người hiện đại về giải phẫu đã bắt đầu di chuyển vào lục địa Âu Á và thay thế những người cổ xưa vào cỡ 100 Ka , hoặc vào giữa 125 và 60 Ka BP. Cụm từ Out of Africa được sử dụng một mình thường có nghĩa là Out of Africa II, sự phát tán của người hiện đại vào lục địa Âu Á .
Cho đến đầu những năm 1980, hominin được cho là đã bị giới hạn ở lục địa châu Phi trong Pleistocen sớm, hoặc cho đến khoảng 0,8 Ma . Do đó, những nỗ lực khảo cổ trước đây tập trung không cân xứng vào Đông Phi. Hơn nữa, di cư của hominin ra khỏi Đông Phi có lẽ là hiếm trong Pleistocen sớm, để lại dấu ấn của các sự kiện bị ngắt quãng trong không gian và thời gian . Nói chung, bằng chứng khảo cổ học không phù hợp với những lý thuyết đơn giản về cuộc di cư đã xảy ra và không đủ để hỗ trợ các phỏng đoán phức tạp .